# Deutereulophus interruptus
Deutereulophus interruptus är en stekelart som beskrevs av Zhu och Huang 2002. Deutereulophus interruptus ingår i släktet Deutereulophus och familjen finglanssteklar.
Artens utbredningsområde är Taiwan. Inga underarter finns listade i Catalogue of Life.